# Cactus (Teksas)
Cactus – miasto w Stanach Zjednoczonych, w stanie Teksas, w hrabstwie Moore.